# Эффект Вайнштейна
Эффект Вайнштейна — феномен массовых частных публичных обвинений в сексуальных домогательствах и нападениях в адрес знаменитостей, за которыми следует реакция со стороны предприятий и учреждений. Получил название по имени американского продюсера Харви Вайнштейна, обвинения в адрес которого в октябре 2017 года вызвали волну «народного негодования» против сексуального насилия как общественного явления. В сочетании с другими случаями сексуальных домогательств, открывшимися ранее в том же году, и последующей кампанией и флешмобом под тегом #MeToo, призывающим жертв сексуальных домогательств делиться своим опытом, это привело к целой череде скандалов и обвинений, с вовлечением различных индустрий, что привело к стремительной отставке многих мужчин во властных структурах как Соединённых Штатов Америки, так и других стран. В индустрии развлечений обвинения пали на артистов и режиссёров, среди которых: актёры Кевин Спейси и Джонни Депп, комик Луи Си Кей, режиссёры Бретт Ратнер и Брайан Сингер, контракты с которыми были разорваны. Более 300 женщин обвинили в домогательствах режиссёра Джеймса Тобака. Работу также потеряли деятели журналистской среды: редакторы, издатели, владельцы средств массовой информации. В других отраслях скандал ударил по шеф-повару Джону Бешу, а также руководителям в сфере финансов и связей с общественностью.
Акция #MeToo распространилась на другие страны и языки в социальных сетях. Обвинения против нескольких британских политиков вызвали общественный скандал и привели к проверке и отставке троих чиновников. В Канаде ушёл в отставку основатель фестиваля комедии Жильбер Розон, а более десятка лиц обвинили радиоведущего из Квебека Эрика Сальвейла в сексуальных домогательствах.
Американские журналисты в беседе на NPR сделали ряд утверждений о наступлении переломного момента в отношении к сексуальным проступкам: в отличие от предыдущих подобных публичных дебатов, когда обсуждались действия ранее никому не известных людей, теперь обвинения предъявляются знаменитостям. The New York Times опубликовала постоянно обновляемый список общественных деятелей, обвиняемых в сексуальных домогательствах, со ссылками на публикации, в которых эти объявления были предъявлены, а также на имевшие место последствия и ответы обвиняемого. По состоянию на 15 ноября 2017 года список включает 28 имён.

## Предыстория

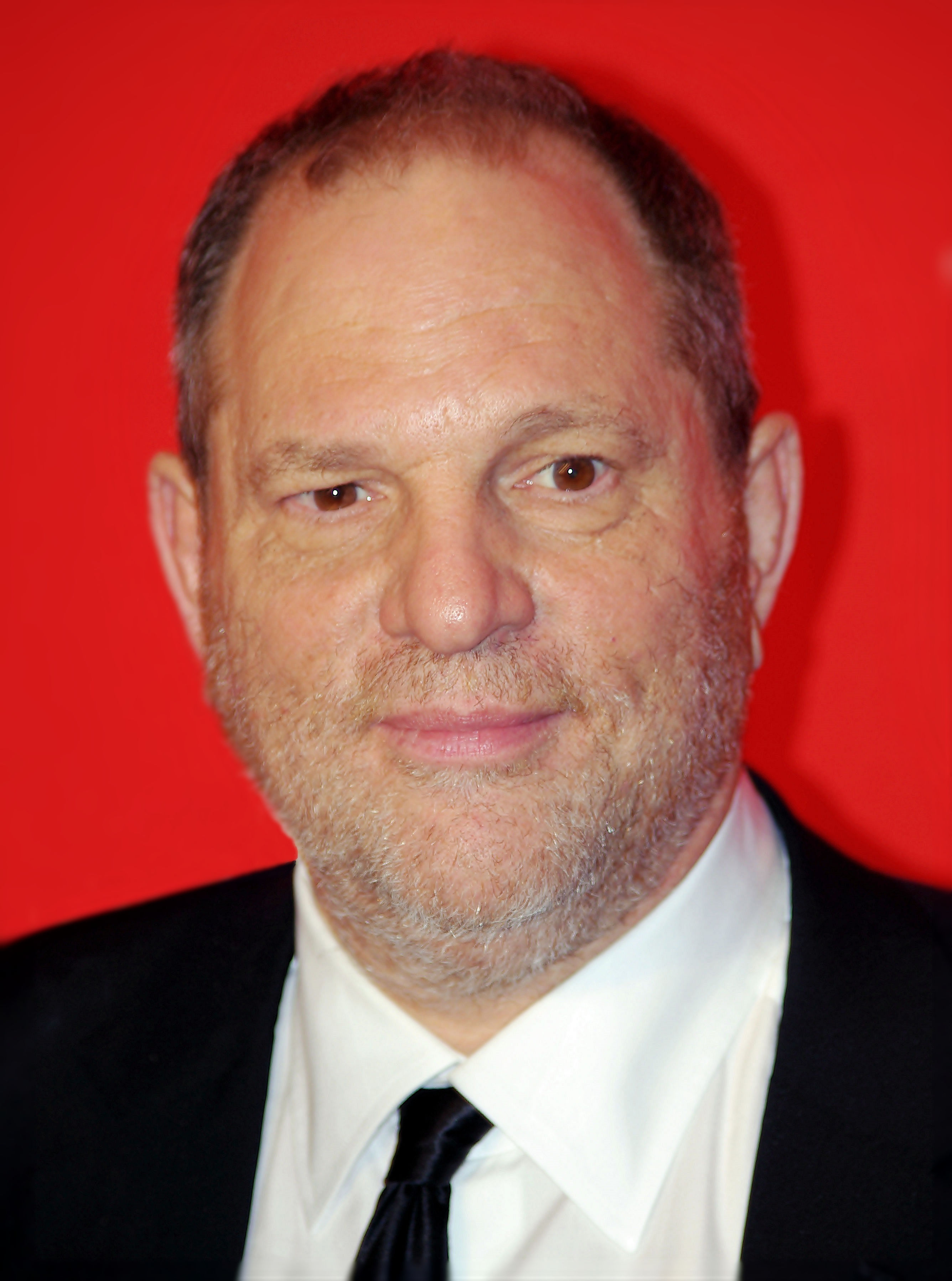
Харви Вайнштейн был обвинён в сексуальном домогательстве по отношению к актрисам и топ-менеджерам.

5 октября 2017 года газета The New York Times и журнал The New Yorker сообщили о десятилетиях обвинений в сексуальных домогательствах против кинопродюсера Харви Вайнштейна, который был вскоре уволен из основанной им компании. Стало известно, что Вайнштейну долгое время удавалось сдерживать огласку путём конфиденциальных финансовых расчётов и соглашений о неразглашении, причём его жертвами становились, как правило, кинозвёзды и другие знаменитости. Журналисты также узнали о «похождениях» политического обозревателя Билла О’Рейли, выплатившего жертвам до 45 млн долларов за молчание. В обоих случаях публичность заявлений вынудила работодателей расторгнуть договоры с оскандалившимися знаменитостями и пролить свет на существующий в обществе «заговор молчания» вокруг темы сексуальных домогательств.
На события, последовавшие за обвинениями в адрес Вайнштейна, оказали влияние и некоторые другие подобные резонансные инциденты, имевшие место в разное время, в том числе и весьма давние: свидетельство Аниты Хилл против претендента на должность верховного судьи США Кларенса Томаса в 1991 году, обвинения против Билла Косби в середине 2010-х годов, история телеведущей Гретхен Карлсон, уволенной с телеканала Fox News, после того как она отказала в притязаниях главе канала Роджеру Эйлсу, в итоге тоже вынужденному уйти в отставку. Карлсон активно призывала журналистов расследовать действия Вайнштейна и О’Рейли. Программист компании Uber Сюзан Фаулерс выступила с обвинениями в сексуальных злоупотреблениях в компании, которые отразились на репутации Трэвиса Каланика и Дэйва Макклюра. Газета USA Today резюмирует, что в 2017 году «сексуальное домогательство стало серьёзным
преступлением».

## Эффект
Обвинения против Вайнштейна немедленно породили волну «народного гнева» против сексуальных домогательств и преступлений в Соединённых Штатах Америки, в прессе за этим явлением через некоторое время закрепилось название «эффекта Вайнштейна». Осмелевшие женщины и мужчины делали достоянием гласности долго скрываемые, по принуждению или собственному желанию, истории о сексуальных домогательствах на рабочих местах в различных индустриях, что привело к увольнению, проверкам и расследованиям в отношении множества мужчин, наделённых той или иной властью. Кампания под хештегом #MeToo в Твиттере призывает сотни тысяч людей делиться своими историями.
К концу октября 2017 года список отставок и увольнений заметных фигур развлекательной индустрии включал в себя совладельца онлайнового кинотеатра Screen Junkies Энди Сайнора, режиссёра Amazon Studios Роя Прайса, агента по поиску талантов из Agency for the Performing Arts Тайлера Грэшема и создателя мультсериала «Мой шумный дом» Криса Савино. К началу ноября ситуация ещё более накалилась. Актёр Кевин Спейси был обвинён в сексуальном домогательстве к более чем десятку мужчин и, в свою очередь, объявил, что решил пройти специальное лечение, в то время как его проекты были отменены, включая популярный телесериал «Карточный домик». Против актёров Джереми Пивена, Стивена Сигала и Эда Вествика также было выдвинуто несколько обвинений от разных женщин, все трое свою вину отрицают. Актёры Роберт Непер, Джеффри Тэмбор и создатель сериала «Безумцы» Мэтью Вайнер получили по одному обвинению и также не признали своей вины. Актёр Дастин Хоффман извинился за давний случай сексуального домогательства к несовершеннолетней. Комик Луи Си Кей подтвердил многочисленные обвинения в сексуальных домогательствах и принёс публичные извинения, — несмотря на это, его проекты были закрыты. Шесть женщин обвинили режиссёра Бретта Ратнера в сексуальных домогательствах, что привело к прекращению его сотрудничества с Warner Bros. и Playboy, хотя Ратнер и отрицает все обвинения. Более 300 женщин обвинили режиссёра Джеймса Тобака. 10 ноября 2017 года бывший актёр и модель Скотт Брантон рассказал The Hollywood Reporter, что Джордж Такэй изнасиловал его в 1981 году. Писатель Джессика Тайх обвинила Ричарда Дрейфуса в том, что тот якобы пытался принудить делать ему минет; Дрейфус также заявил, что никого не принуждал.
В журналистике также несколько человек подверглись остракизму. В октябре своё место потерял шеф-редактор Vox Media Локхарт Стил. NBC News расстались с Марком Гальпериным после обвинений последнего в харрасменте в период работы АВС News. Также он потерял контракт с книгоиздателем. Глава новостной службы NPR Майкл Орескес был уволен из-за нескольких заявлений от прошлых и текущих работодателей. В журналах, обвинения привели к ряду отставок: издателя журнала Artforum Найта Ландесмана, исполнительного редактора Billboard Стивена Блэкуэлла, издателя The New Republic Гамильтона Фиша. Редактор того же издания Леон Уисельтир был вынужден извиняться после многочисленных обвинений, его имя было удалено из выходных данных The Atlantic, он лишился финансирования для своего предстоящего издательского проекта. С модным фотографом Терри Ричардсоном перестало сотрудничать издательство Condé Nast.
Вне сферы развлечений и издательского дела работу потеряли, например, генеральный директор по связям с общественностью Webster Кирт Вебстер и знаменитый шеф-повар Джон Беш, последний — после обвинений от 25 женщин. Два топ-менеджера Fidelity Investments также были уволены. На местном уровне обвинения получили музыкальный обозреватель из Нэшвилла и несколько профессоров Дартмутского колледжа.
Многие политики и выборные должностные лица также сталкиваются с обвинениями. Так, пять женщин обвинили Роя Мура, кандидат в Сенат от Алабамы, в сексуальных домогательствах во время свиданий, когда они были подростками. Несколько женщин обвинили сенатора Дэна Шена от Миннесоты. Шесть женщин предъявили обвинения сенатору Джеку Латвалу, заставив сенатора Джо Негрона расследовать эти обвинения. В Колорадо, член Палаты представителей Фейт Винтер обвинила своего коллегу Стива Лебсока в харрасменте. Шесть женщин заявили, что бывший президент Джордж Буш трогал их за ягодицы без их согласия. От одного из активистов поступили обвинения в адрес сенатора от штата Иллинойс Айры Силверстайна, в результате чего он потерял должность председателя собрания Сенатского демократического большинства. В Кентукки 6 ноября 2017 года политик Джефф Гувер ушёл в отставку с поста спикера палаты после того, как выяснилось, что месяцем ранее на него были поданы аналогичные жалобы. Диктор радио обвинила сенатора от Миннесоты Эла Франкена, что в 2006 году он ощупывал и целовал её, пока она спала, и Франкен принёс извинения. 17 ноября 2017 года стало известно, что популярный телеведущий Райан Сикрест был под следствием по обвинениям в сексуальных домогательствах от бывшего стилиста с телеканала E!.
В ноябре 2017 года ряд профессоров колледжей и университетов подписали открытое письмо в университет Рочестера, заявив, что они бы не рекомендовали это учебное заведение из-за развратного поведения доктора Флориана Джагера.
Эффект Вайнштейна достиг международного масштаба. В Европе обвинения в сексуальных домогательствах в отношении нескольких британских политиков переросли в публичный скандал с участием десятков женщин-обвинителей, который охватил десятилетия и затронул политические партии. Это привело к приостановке членства в парламенте Марка Гарньера и отставке министра обороны Майкла Фэллона и уэльского министра Карла Сарджента. Кампания #MeToo трансформировалась в #BalanceTonPorc («покажи свою свинью») во Франции и #QuellaVoltaChe («тот раз который») в Италии. В Канаде обвинения в адрес основателя комедийного фестиваля Жильбера Розона привели к его отставке, а в Квебеке 15 обвинителей предъявили претензии радиоведущемиу Эрику Сальвейлу. Под впечатлением от кампании #MeToo южноафриканская певица Дженнифер Фергюсон, ранее занимавшаяся политикой, публично заявила, что президент Южноафриканской футбольной ассоциации Дэнни Джордан виновен в изнасиловании двадцатилетней давности.

## Анализ
Американские журналисты в ходе дискуссии на NPR сделали ряд утверждений о наступлении некоего переломного момента в общественном отношении к сексуальным проступкам. Новизна заключается, прежде всего, в персонах, ставших «мишенями» обвинений: если раньше это были в основном непубличные люди, то теперь их место заняли знаменитости. Социальные медиа также послужили платформой для женщин, где они получили возможность беспрепятственно и эффективно делиться своим опытом, получая за это эмоциональное поощрение, которого не существовало во время предыдущих общественных обсуждений. В штате Калифорния рассматривают законопроект о запрете тайных урегулирований случаев сексуальных домогательств.